# Gare de Bonson
Gare de Bonson vasútállomás Franciaországban, Bonson településen.

## Vasútvonalak
Az állomást az alábbi vasútvonalak érintik:
- Clermont-Ferrand–Saint-Just-sur-Loire-vasútvonal

## Kapcsolódó állomások
A vasútállomáshoz az alábbi állomások vannak a legközelebb:
- Gare de Sury-le-Comtal
- Gare d’Andrézieux